# Schneeberg (Alpes)
 El Schneeberg, con su alta cumbre del Klosterwappen de 2076 m, es la montaña más alta de la Baja Austria, y la montaña más oriental de los Alpes que supera los 2000 metros. Es un macizo distintivo de piedra caliza con pendientes pronunciadas en tres de sus vertientes. 
El Schneeberg es un macizo de los Alpes calcáreos del norte en el límite entre Baja Austria y Estiria, en la parte oriental de Austria. Él y el Rax (2007 m ), situado a unos 13 km hacia el sudoeste, se consideran colectivamente el Hausberge Vienés ("montañas locales" de Viena). Las ricas mesetas del Karst han proporcionado agua potable a Viena desde 1873, a través de unos 120 km de tubería. 
En días despejados, el Schneeberg se puede ver fácilmente desde algunas partes de Viena,  desde Bratislava en Eslovaquia e incluso desde Babí Lom por encima de Brno a 180 km de distancia. 
Un ferrocarril de cremallera, el Ferrocarril Schneeberg, que ya tiene más de 100 años, sube a una altitud de 1.800 m, reduciendo la subida a pie a la cumbre a una o dos horas. También hay otras rutas para excursionistas, incluso desde el balneario de Puchberg am Schneeberg hacia el este, o desde el sur, en Höllental. 
La meseta de la cumbre tiene una serie de refugios de montaña que son visitados por miles de caminantes, escaladores e incluso ciclistas de montaña cada año.